# Stanczow chan
Stanczow chan (bułg. Станчов хан) – wieś w środkowej Bułgarii, w obwodzie Gabrowo, w gminie Trjawna. Według danych Narodowego Instytutu Statystycznego, 31 grudnia 2011 roku wieś liczyła 26 mieszkańców.
We wsi znajduje się cerkiew.